# Wallmoden
Wallmoden è una frazione del comune tedesco di Langelsheim, in Bassa Sassonia.
Già comune autonomo nell'ambito della comunità amministrativa di Lutter am Barenberge, comprendeva le frazioni di Bodenstein e Neuwallmoden
Fu soppresso il 1º novembre 2021 e unito a Langelsheim.